# Konradowa
Konradowa est une localité polonaise de la gmina et le powiat de Nysa et située dans la voïvodie d'Opole.